# Mount San Antonio
Mount San Antonio, vaak ook Mount Baldy (Engels voor 'kale'), is een 3068 meter hoge bergtop in de San Gabriel Mountains in het zuiden van de Amerikaanse staat Californië. Het is de hoogste bergtop in de County of Los Angeles. De top is kaal. De berg werd in de 19e eeuw vernoemd naar Antonius van Padua genoemd. De top van de berg ligt binnen het gebied van het San Gabriel Mountains National Monument en binnen de grenzen van het Angeles National Forest.
San Antonio Mountain ligt 21 kilometer ten noorden van Upland en 21 kilometer ten westen van de Cajonpas.

## Hydrografie
De berg ligt op de grens van de stroomgebieden van de San Antonio Creek (zuid), San Gabriel River (noordwest en west) en Lytle Creek (noordoost). Beide creeks zijn zijrivieren van de Santa Ana River, waardoor de bergtop aldus op de scheiding van de stroomgebieden van de San Gabriel River en Santa Ana River ligt.

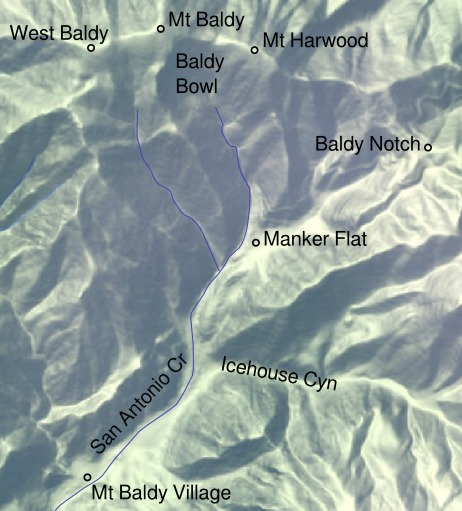
Zuidelijke omgeving van de berg
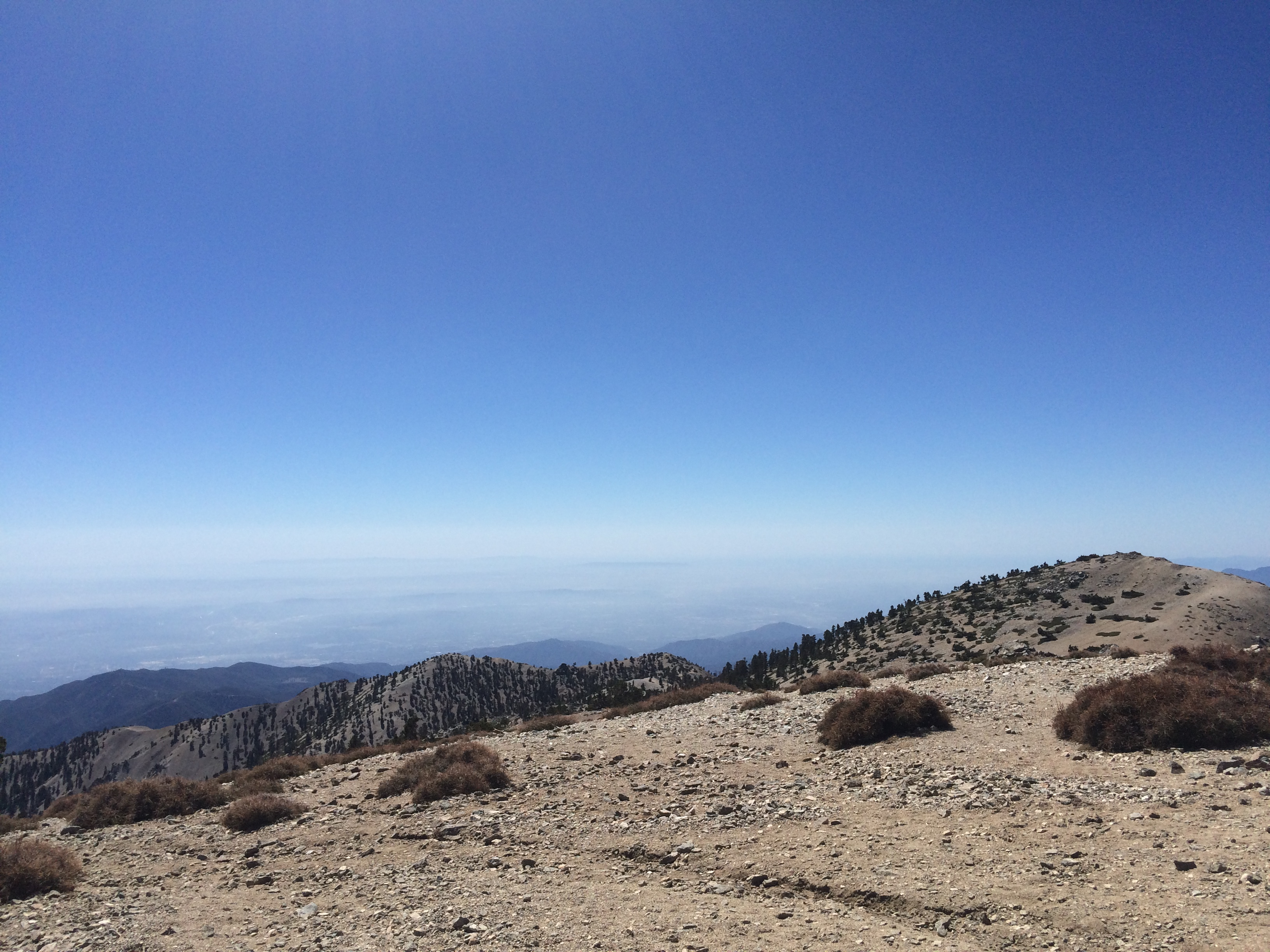
Zicht vanaf de top in zuidwestelijke richting
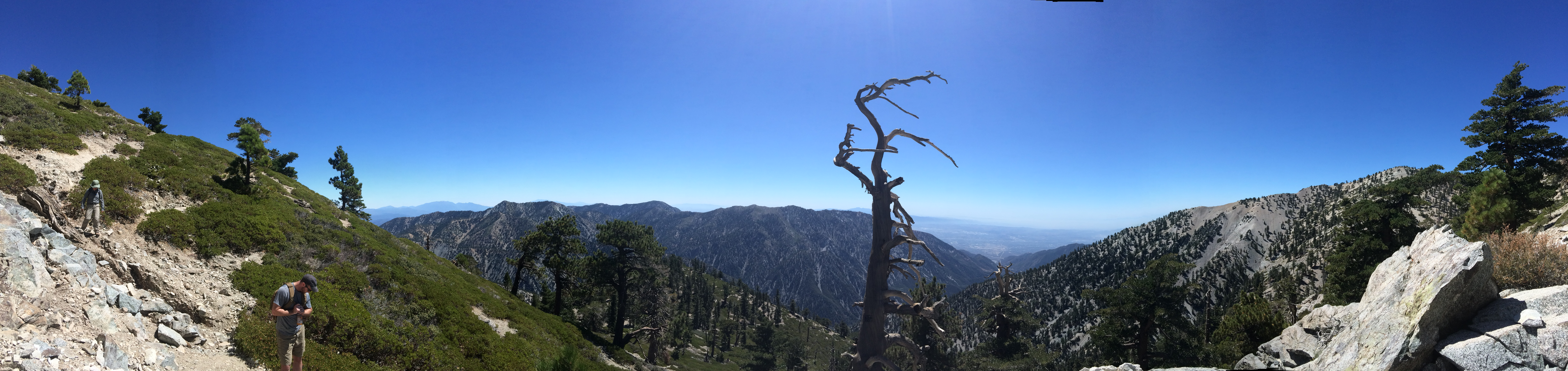
Zicht richting LA (westzuidwestelijke richting)